# Anseküla
Anseküla (tyska: Anseküll) är en by (estniska: küla) i Salme kommun på ön och landskapet Ösel i västra Estland. Byn ligger vid Riksväg 77 på halvön Svorbe.
I kyrkligt hänseende hör byn till Anseküla församling inom den Estniska evangelisk-lutherska kyrkan.

## Galleri

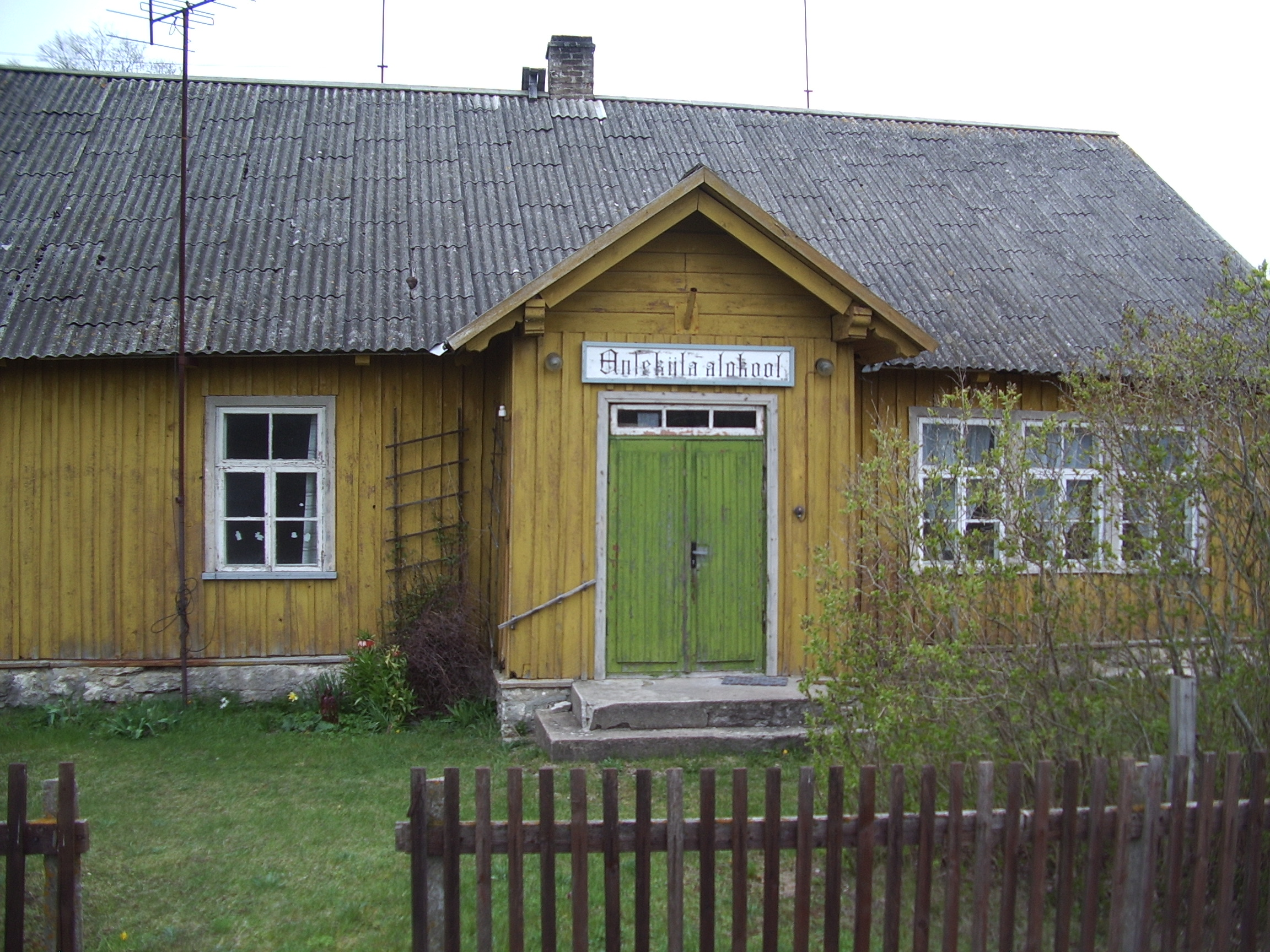
Anseküla gamla grundskola.
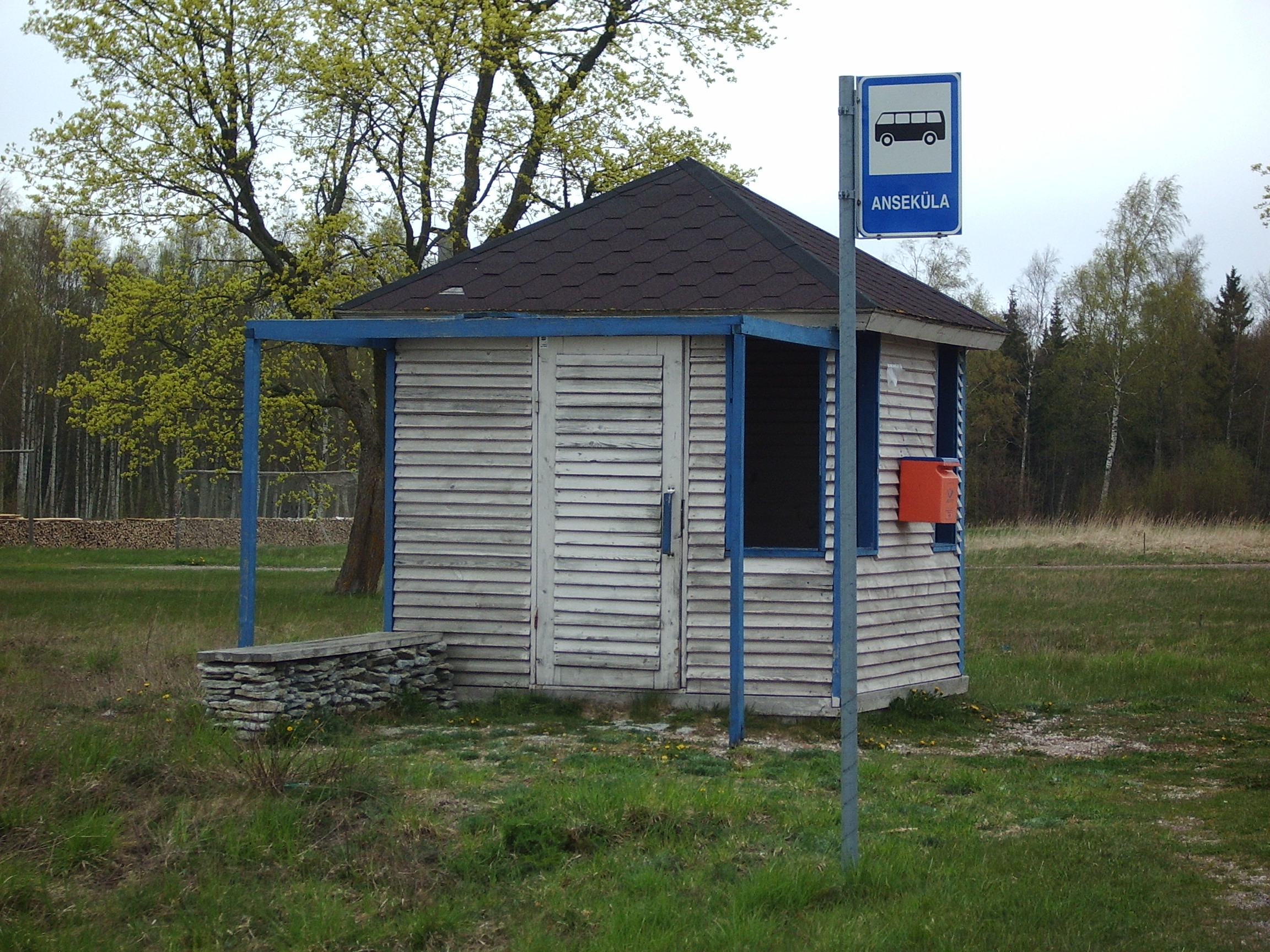
Busshållplatsen i Anseküla.
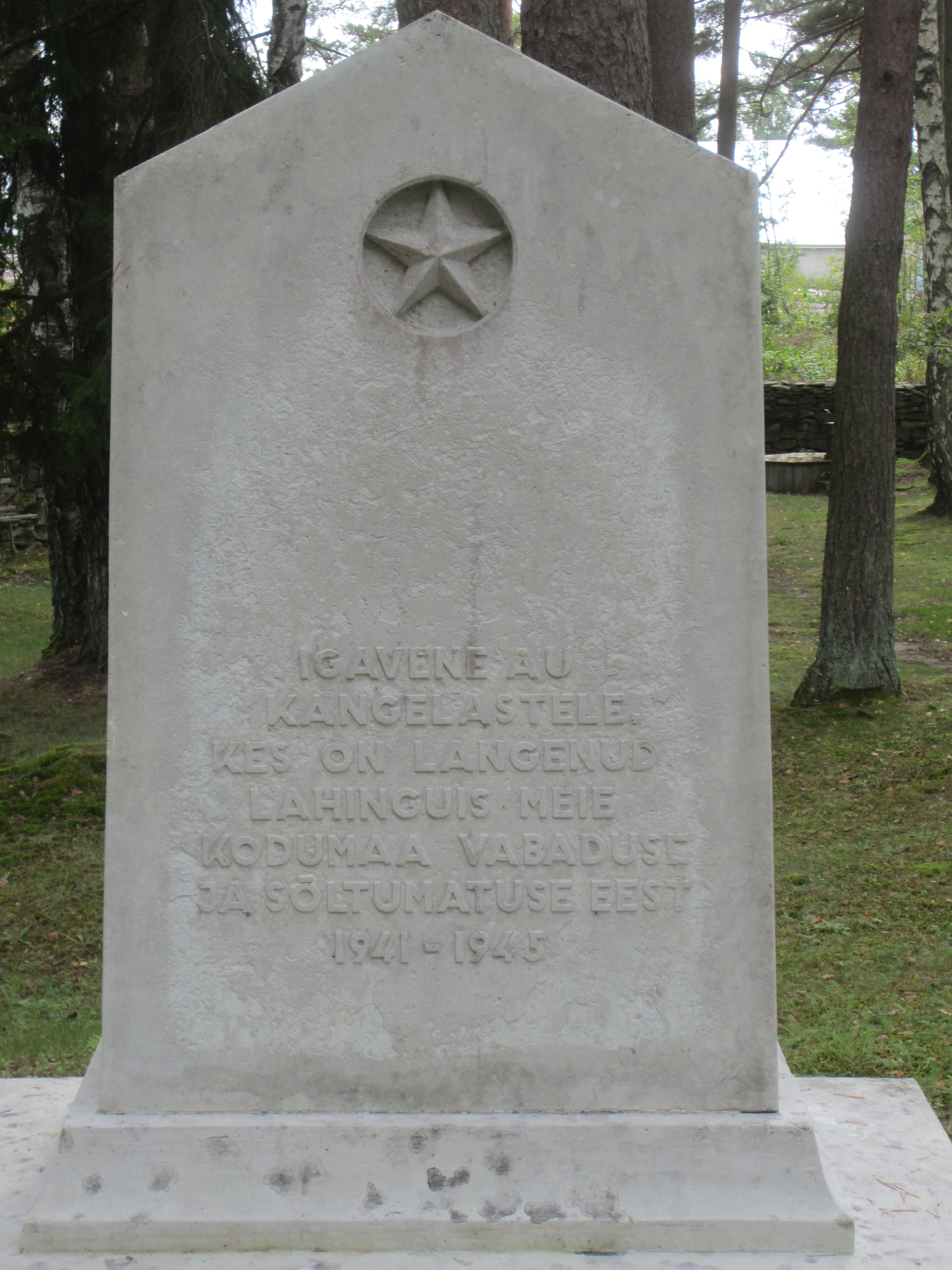
Minnesmärke från andra världskriget i Anseküla kyrkogård.